# Lepidium cartilagineum
Lepidium cartilagineum är en korsblommig växtart som först beskrevs av Johann Mayer och som fick sitt nu gällande namn av Albert Thellung.
Lepidium cartilagineum ingår i släktet krassingar och familjen korsblommiga växter. IUCN kategoriserar arten globalt som otillräckligt studerad. Inga underarter finns listade i Catalogue of Life.

## Bildgalleri

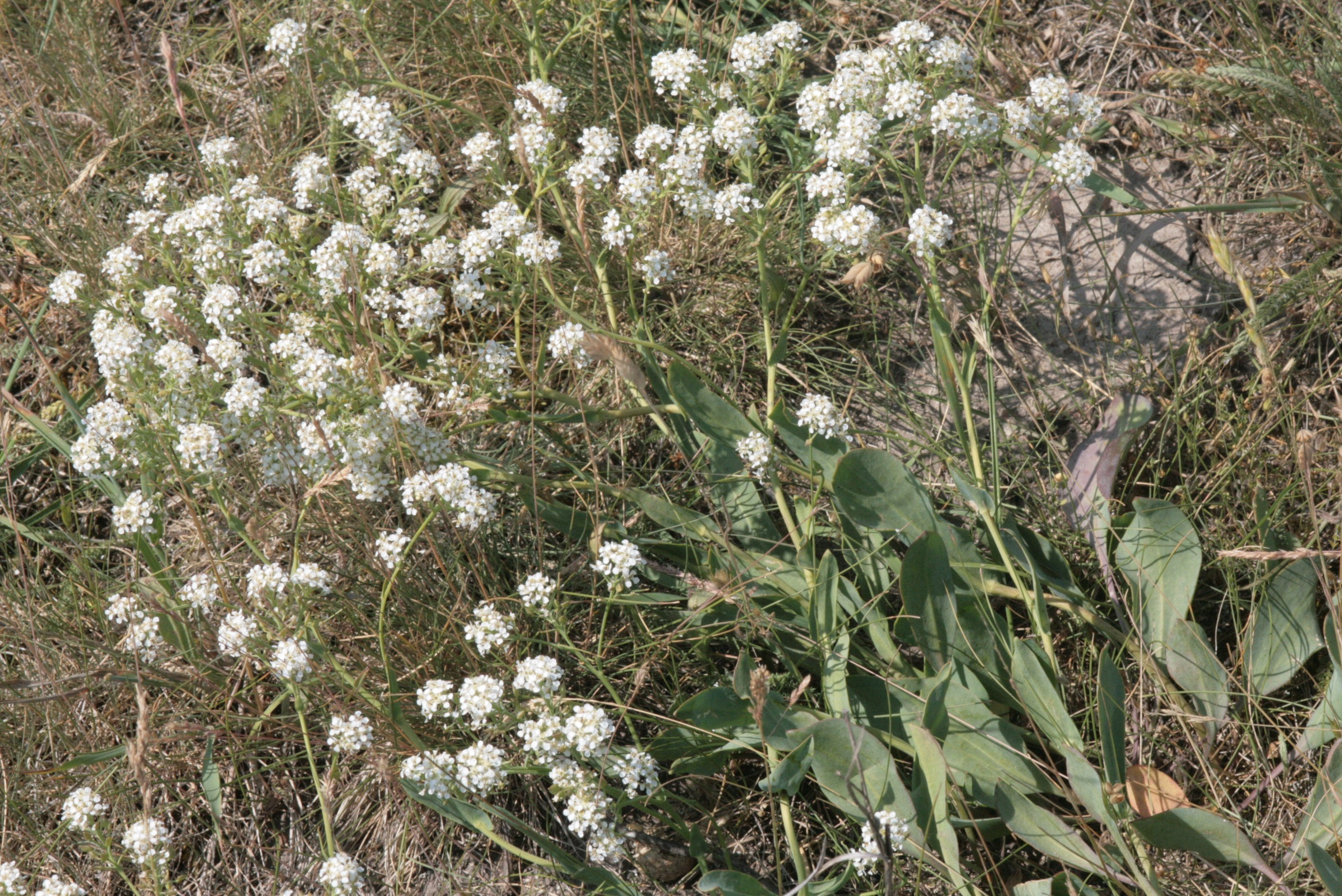
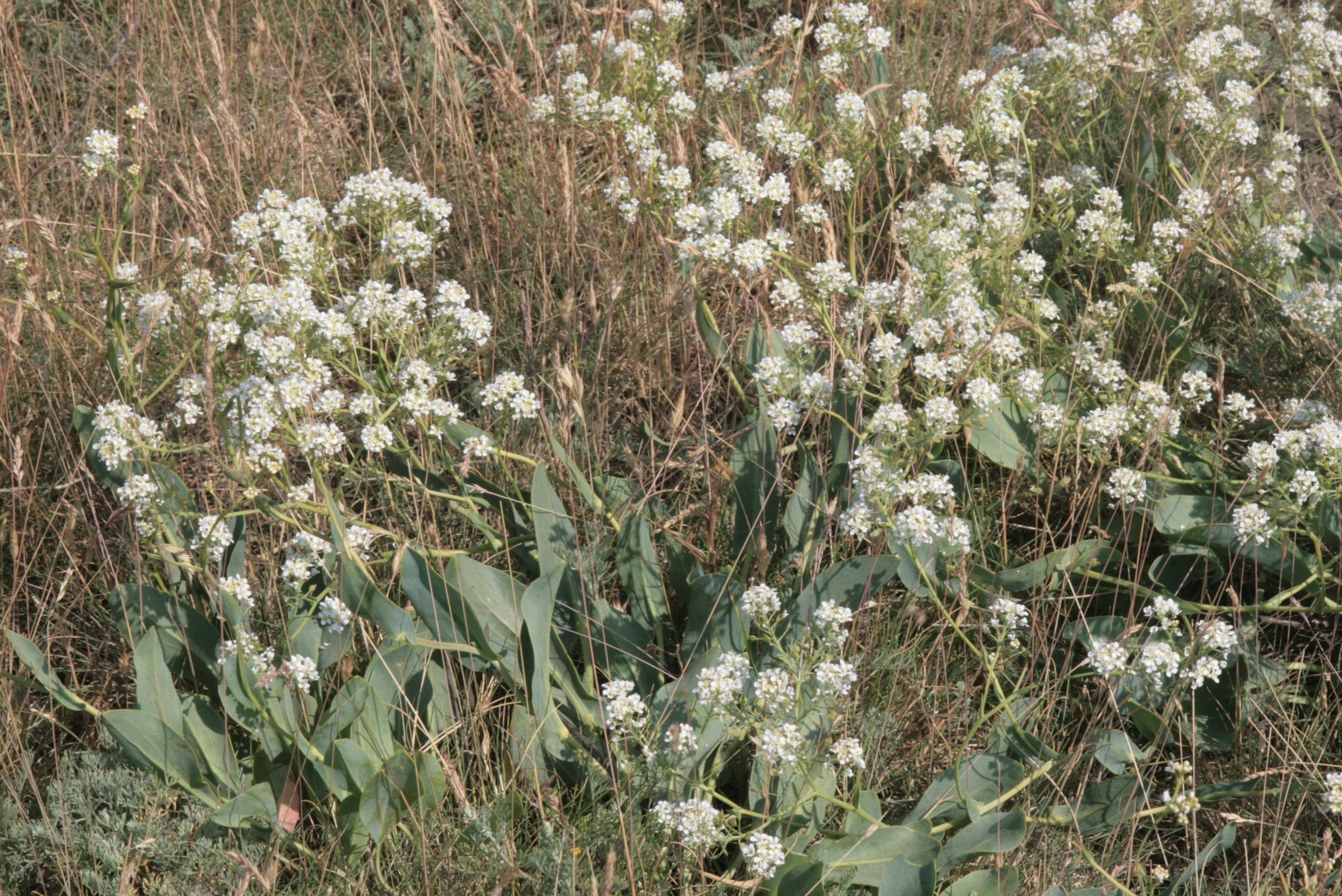
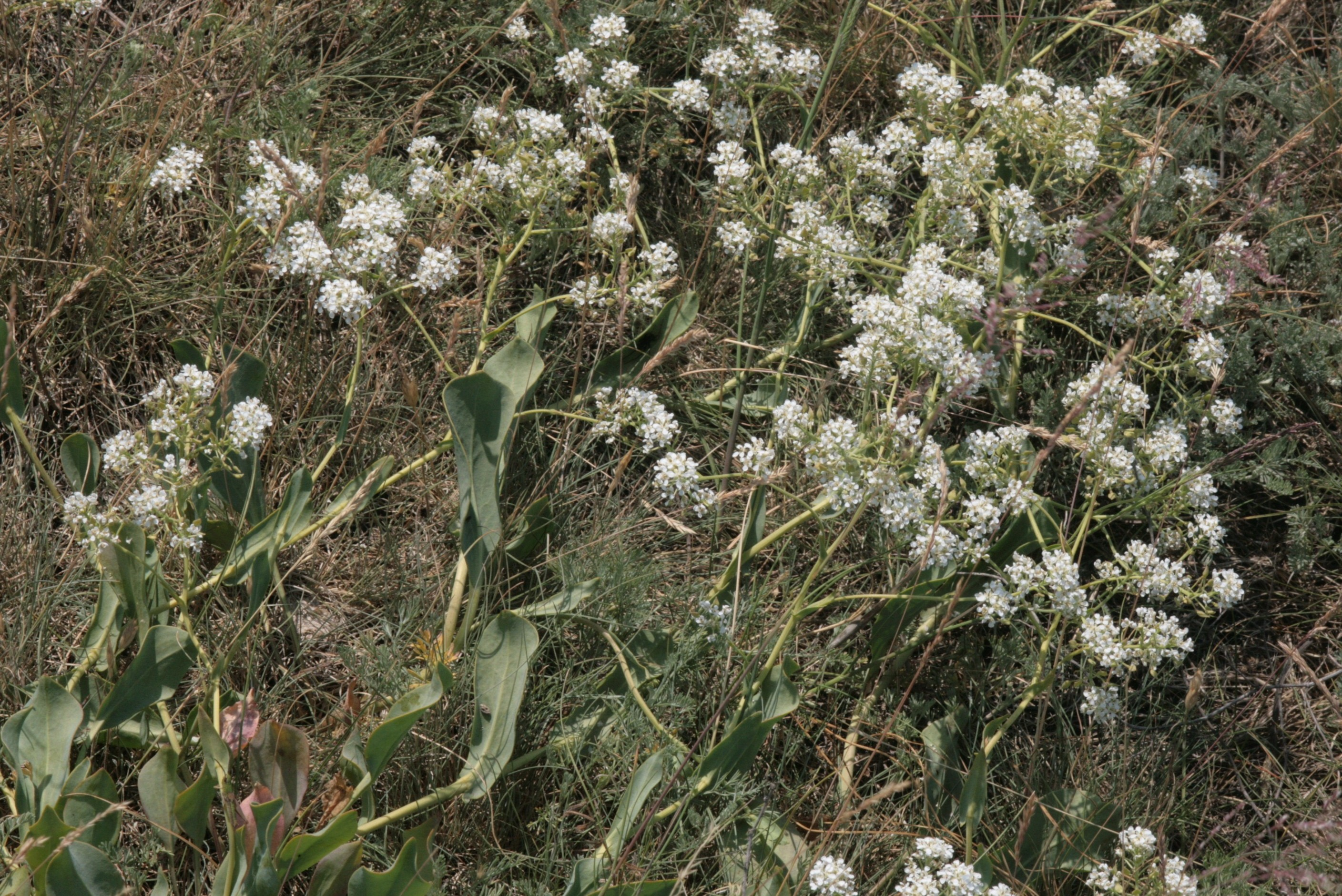
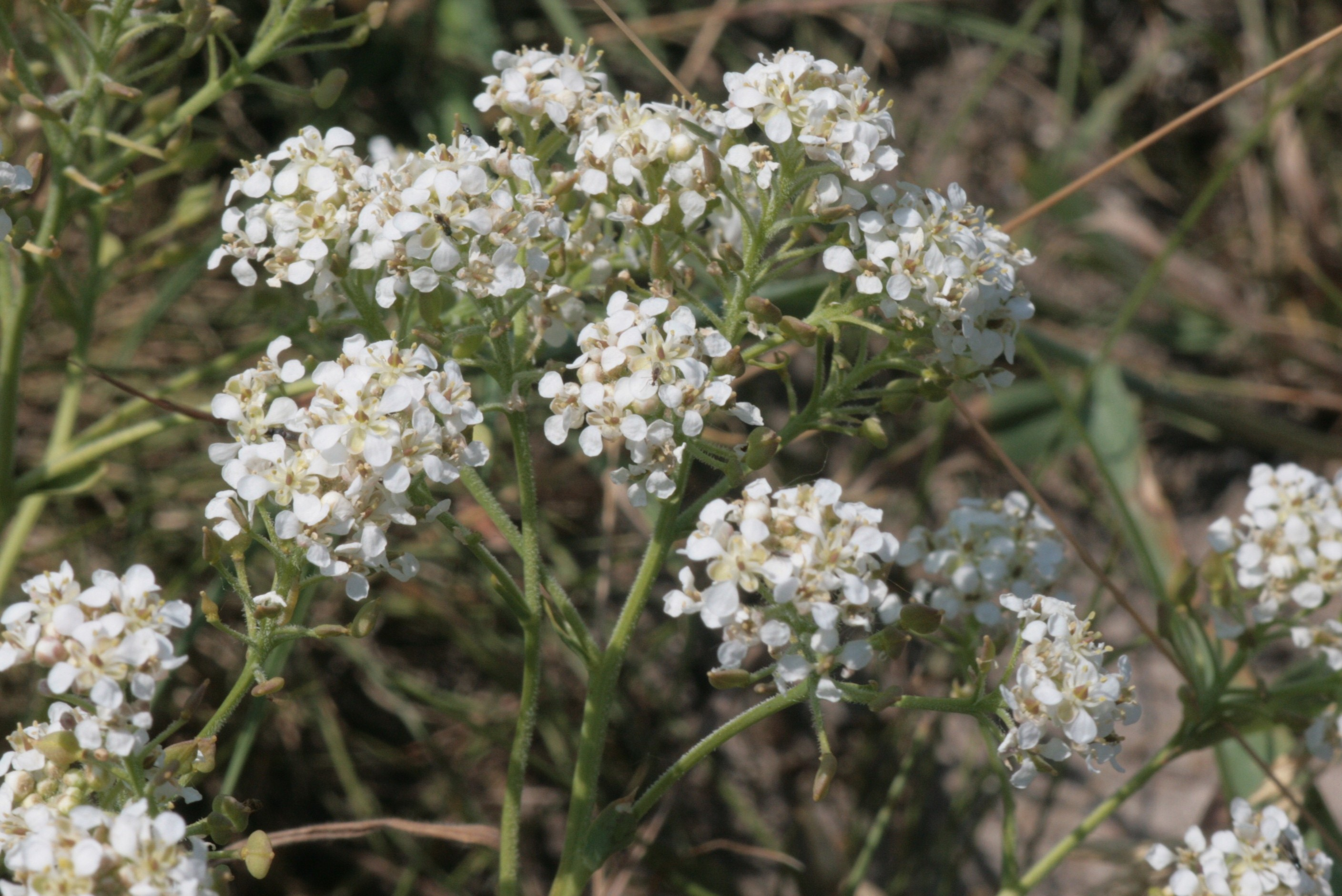
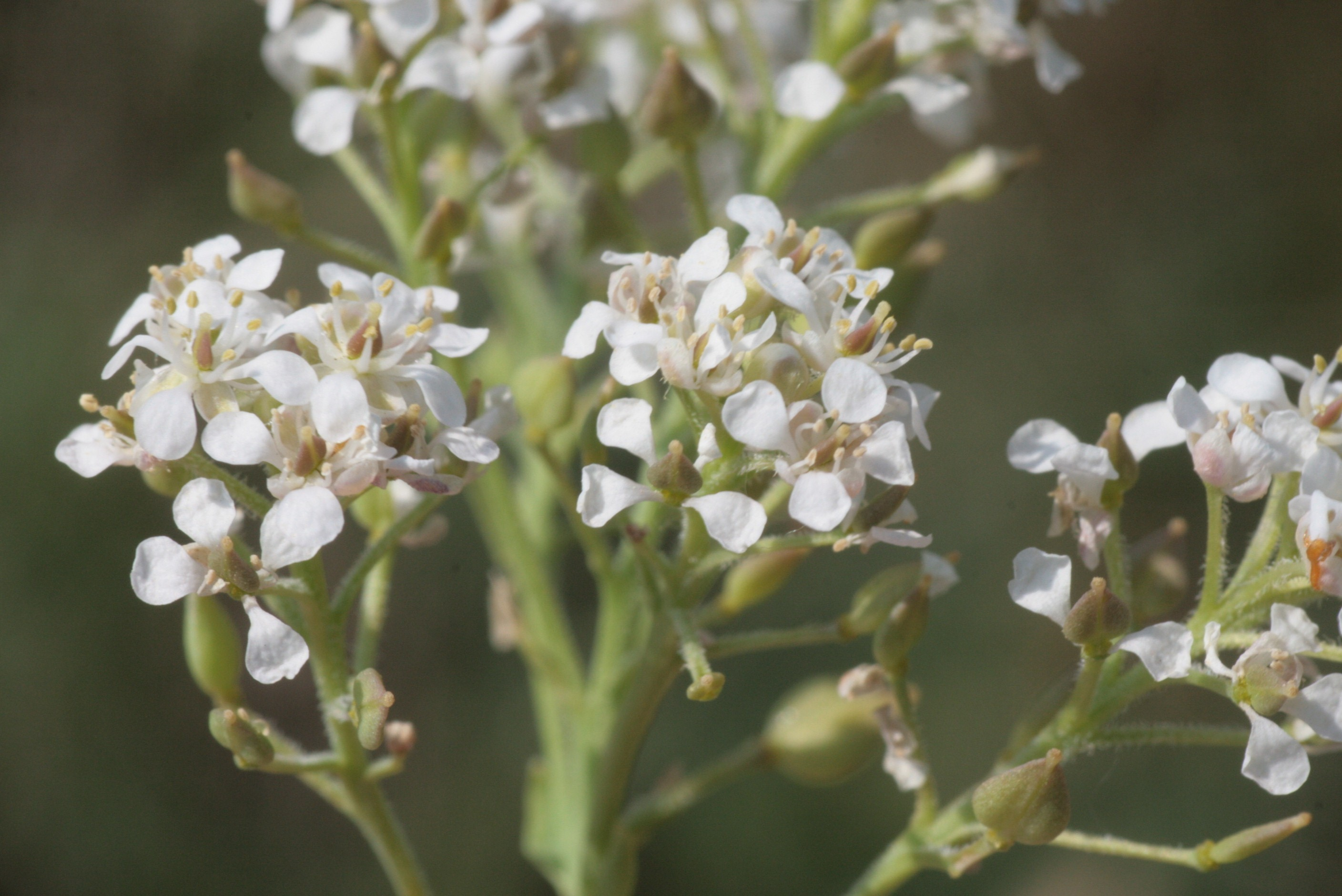
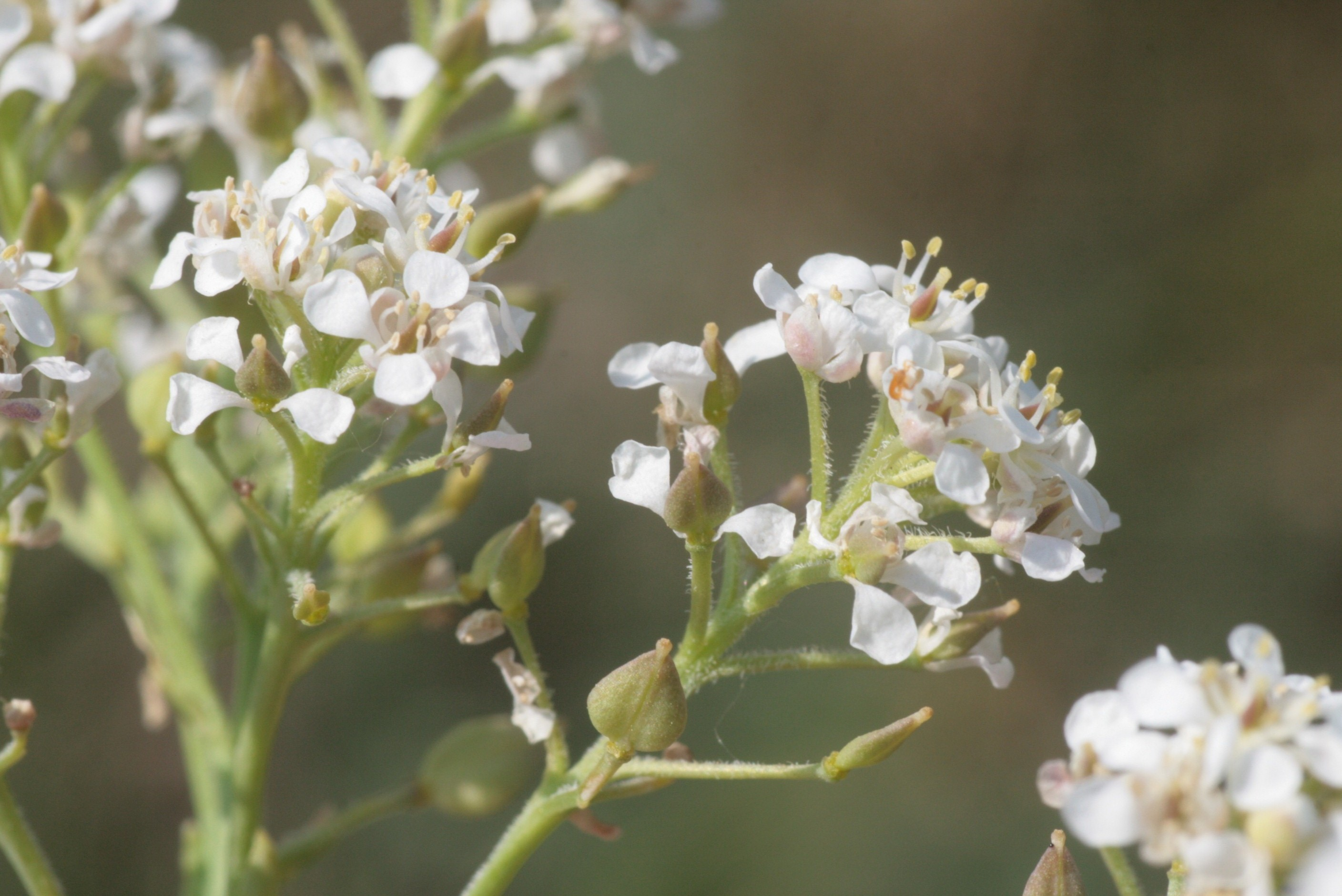